# Pallacanestro Virtus Roma 1991-1992

Rick Mahorn e Dino Rađa

Formazione della Pallacanestro Virtus Roma 1991-1992 (vincitrice della Coppa Korać 1992).
1991/92
| 4  | Stati Uniti (bandiera) | Rick Mahorn         |
| 5  | Italia (bandiera)      | Fausto Bargna       |
| 7  | Italia (bandiera)      | Davide Croce        |
| 8  | Italia (bandiera)      | Alessandro Fantozzi |
| 9  | Italia (bandiera)      | Roberto Premier     |
| 10 | Italia (bandiera)      | Donato Avenia       |
| 11 | Italia (bandiera)      | Gianluca Lulli      |
| 13 | Italia (bandiera)      | Andrea Niccolai     |
| 14 | Croazia (bandiera)     | Dino Rađa           |
| 15 | Italia (bandiera)      | Stefano Attruia     |
|    | Italia (bandiera)      | Stazzonelli Camillo |
|    | Italia (bandiera)      | Marco Ricci         |
|    | Italia (bandiera)      | Federico Antinori   |

- Allenatore: Paolo Di Fonzo
- Presidente: Carlo Sama